# Château de Banyeres
Le château de Banyeres a fortement influencé la topographie de la vieille ville de Banyeres de Mariola (Alicante) en la Communauté valencienne, Espagne.
Construit entre le XIIIe et le XIVe siècle, l’intérêt de ce site réside dans ses adaptations successives aux nécessités, tant historiques que religieuses, notamment celles correspondant à l’époque almohade. 
De nos jours, le château, axe essentiel et emblématique de Banyeres, bénéficie des travaux nécessaires à sa conservation et à sa restauration, tout en servant de cadre à des initiatives culturelles.